# Geron cabon
Geron cabon är en tvåvingeart som beskrevs av Neal L. Evenhuis 1979. Geron cabon ingår i släktet Geron och familjen svävflugor.
Artens utbredningsområde är Western Australia. Inga underarter finns listade i Catalogue of Life.